# Донауштауф
Донауштауф (њем. Donaustauf) град је у њемачкој савезној држави Баварска. Једно је од 41 општинског средишта округа Регенсбург. Према процјени из 2010. у граду је живјело 3.765 становника. Посједује регионалну шифру (AGS) 9375130.

## Географски и демографски подаци
Донауштауф се налази у савезној држави Баварска у округу Регенсбург. Град се налази на надморској висини од 358 метара. Површина општине износи 9,7 km². У самом граду је, према процјени из 2010. године, живјело 3.765 становника. Просјечна густина становништва износи 388 становника/km².

## Међународна сарадња
| Мјесто  | Држава   | Врста сарадње | Од    |
| ------- | -------- | ------------- | ----- |
| Уценајх | Аустрија | пријатељство  | 1959. |
| Извор   |          |               |       |